# Olli Laiho
Olli Laiho (n. 18 februarie 1943, Savonlinna, Mikkeli Province⁠(d), Finlanda – d. 31 mai 2010, Helsingfors, Finlanda) a fost un gimnast artistic ce a reprezentat Finlanda, medaliat olimpic. A participat la 2 ediții ale Jocurilor Olimpice (1964, 1968) în care a câștigat o medalie de argint.